# HD 77084
HD 77084，又名BD-18 2536，SAO 154815、HR 3584，是一颗恒星，视星等为6.18，位于銀經246.01，銀緯17.22，其B1900.0坐标为赤經8h 55m 5.8s，赤緯-18° 17.22′ 58″。